# Державний кордон Гватемали

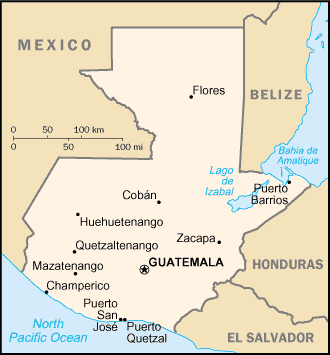
Карта Гватемали

Державний кордон Гватемали — державний кордон, лінія на поверхні Землі та вертикальна поверхня, що проходить по цій лінії, що визначають межі державного суверенітету Гватемали над власними територією, водами, природними ресурсами в них і повітряним простором над ними. 

## Сухопутний кордон
Загальна довжина кордону — 1667 км. Гватемала межує з 4 державами. Уся територія країни суцільна, тобто анклавів чи ексклавів не існує. 
Ділянки державного кордону
| Держава   | Ділянка        | Довжина (км) | Прикордонні регіони | Примітки |
| --------- | -------------- | ------------ | ------------------- | -------- |
| Беліз     | схід           | 266          |                     |          |
| Сальвадор | південний схід | 199          |                     |          |
| Гондурас  | південний схід | 244          |                     |          |
| Мексика   | північ і захід | 958          |                     |          |

## Морські кордони
Гватемала на півдні омивається водами Тихого океану; на північному сході має вихід до вод Гондураської затоки Карибського моря Атлантичного океану. Загальна довжина морського узбережжя 400 км. Згідно з Конвенцією Організації Об'єднаних Націй з морського права (UNCLOS) 1982 року, протяжність територіальних вод країни встановлено в 12 морських миль (22,2 км). Виключна економічна зона встановлена на відстань 200 морських миль (370,4 км) від узбережжя. Континентальний шельф — до глибин 200 м.

## Спірні ділянки кордону
Залишається спірним розмежування морських кордонів між Белізом і Гватемалою в Гондураській затоці.